# Парадович, Александр Иосифович
Александр Иосифович Парадович (1920—2001) — помощник командира взвода 41-й отдельной гвардейской разведывательной роты 39-й гвардейской стрелковой дивизии (8-я гвардейская армия, 1-й Белорусский фронт), гвардии старший сержант. Герой Советского Союза (1944).

## Биография
Александр Иосифович Парадович родился 14 октября 1920 года на станции Бурятская (ныне Могойтуйский район Забайкальского края). Русский. Окончил 7 классов. После смерти отца в 1937 году переехал в город Нижнеудинск Иркутской области, где работал в конторе связи кассиром.
В РККА с 1941 года. После месячной подготовки попал на фронт под город Тихвин. Воевал в 59-м отдельном лыжном батальоне помощником командира лыжного взвода. Участвовал в освобождении города Тихвина в декабре 1941 года. Весной 1942 года ранение вывело его на несколько месяцев из строя. После госпиталя был направлен в Ленинградское пехотное училище, которое тогда находилось в городе Глазове Удмуртской АССР. Но окончить его не пришлось, был послан под Сталинград. Попал в легендарную 39-ю гвардейскую стрелковую дивизию. Участвовал в Сталинградской битве, где был ранен. Член КПСС с 1943 года.
Помощник командира взвода 41-й отдельной гвардейской разведывательной роты 39-й гвардейской стрелковой дивизий (8-я гвардейская армия, 3-й Украинский фронт). Гвардии сержант Парадович А. И., вместе с десантной группой, 24 октября 1943 года, под огнём противника, переправился через Днепр, южнее Днепропетровска, первым бросился к проволочному заграждению, проделал проход, через который прошла вся группа. Первым ворвался во вражеские окопы. Участвовал в отражении несколько контратак противника.

«14 октября наша 39-я гвардейская Барвенковская дивизия заняла Запорожье, а через пять дней нашу разведку, насчитывавшую всего двадцать одного бойца, перебросили под Днепропетровск. Мы располагались в шести километрах южнее города, напротив посёлка Жукова. Ширина Днепра в этом месте была 900—950 метров. Ниже находились пороги, где переплыть или пройти было совершенно невозможно. На правом берегу проходило проволочное заграждение в три линии, а высота берега была 18—20 метров. Проволочное заграждение было заминировано. Кроме того, имелось три ряда траншей, дзотов, дотов и блиндажей. Чтобы вся эта система огня не пришла в движение, форсировать Днепр нужно было скрытно, без поддержки артиллерии, на одной понтонной лодке. Перед нашей группой стояла задача форсировать Днепр, выбить противника с занятых рубежей, закрепиться и дать возможность нашим частям вести переправу. 24 октября 1943 года в 12 часов ночи поступил приказ: через час приступить к форсированию.
Стояла тишина, только изредка были слышны разрывы снарядов и пулемётные очереди трассирующих пуль, летящие в нашу сторону на широком пространстве. Погрузившись в понтонную лодку, двинулись к противоположному берегу. Когда миновали середину реки, в небо взвилась немецкая ракета. Гитлеровцы обнаружили лодку и начали обстрел. Из всех сил, гребли мы, чтобы скорее пристать к берегу, здоровые заменяли раненых и убитых и быстро-быстро работали вёслами. Метрах в ста от берега лодку от разрыва снаряда перевернуло. Погиб командир нашей роты и восемь бойцов, а остальные оказались в воде. Сквозь разрывы снарядов, град пуль поплыли к берегу. Днепр в этом месте оказался неглубок, и скоро мы выбрались на берег и с ходу с криками „ура!“ бросились вперёд. Но нас остановили проволочные заграждения. Командование ротой я принял на себя. Оставив на месте переправы двух раненых с целью отвлечь внимание врага, с остальной группой я перешёл ниже по течению. Здесь были близки пороги и по моим расчётам оборона должна быть слабее. Это оказалось действительно так. Правда, и здесь были доты и дзоты, но значительно меньше. Было здесь и проволочное заграждение. Набросив на него шинели; я с тремя бойцами незамеченными перебрались через проволоку. Но тут нас обнаружили и открыли ураганный огонь. Наше счастье, что мы находились в мёртвом пространстве, пули не задевали нас. Воспользовавшись этим, стали искать проход вверх, на крутой берег, и вскоре нашли. Пройдя несколько метров, оказались рядом с дзотом, возле находились ящики с гранатами. Вооружившись, мы забросали дзот гранатами. Уничтожили 7 фашистов и захватили три пулемёта. Видя успех, к нам пробрались по тем же шинелям через проволоку остальные наши разведчики. Вооружившись тремя пулемётами, имея большое количество патронов к ним и семь ящиков гранат, мы стали расширять захваченный участок.
Вот ещё захвачено два дзота и четыре пулемёта в них, занято около двухсот метров вдоль реки.
На рассвете на нас обрушился удар гитлеровцев. Но к нему мы уже подготовились. Правда, силы наши были невелики: всего 5 человек и из них два раненых. Но бились мы каждый за десятерых. Всего отразили девять атак, а гитлеровцы всё идут и идут… Неизвестно, чем бы это кончилось, если бы к нам на плацдарм не переплыли три связиста и не вызвали огонь нашей артиллерии. Метко били пушки, ведь враг находился всего в 20—30 метрах. С помощью артиллерии все атаки были отражены, вечером на наш плацдарм переправились войска».
— Из воспоминаний А.И. Парадовича
Звание Героя Советского Союза присвоено 22 февраля 1944 года (медаль № 2667).
Участвовал в освобождении Днепропетровска, Апостолово, Одессы, Люблина, в боях за Магнушевский плацдарм. Осенью 1944 года был направлен в Сталинградское авиационное училище, находившееся в Кустанае, где его застал День Победы.
В 1946 году демобилизован. В 1949 году окончил Алма-Атинскую партшколу, в 1968 году — Кустанайский дорожный техникум. Работал заместителем управляющего автотрестом, в геологоразведывательной партии. Жил в городе Кустанай (ныне Костанай). Удостоен звания Почётный гражданин города Костаная (присвоено 23.04.1975 года).
Умер 13 декабря 2001 года.

## Награды и звания
- Герой Советского Союза[4]:
  - орден Ленина,
  - медаль «Золотая Звезда» № 2667.
- орден Отечественной войны I степени[5].
- медаль «За оборону Сталинграда»[6].
- медаль «За победу над Германией в Великой Отечественной войне 1941—1945 гг.»[7].
- медаль «За освоение целинных земель»[8].
- медали СССР.
- крест «За выдающиеся заслуги» (США).